# Hemsjön (Bygdeå socken, Västerbotten)
Hemsjön är en sjö i Robertsfors kommun i Västerbotten och ingår i Rickleåns huvudavrinningsområde. Sjön har en area på 0,165 kvadratkilometer och ligger 92,1 meter över havet.

## Delavrinningsområde
Hemsjön ingår i det delavrinningsområde (713361-174092) som SMHI kallar för Ovan Tryssjöbäcken. Medelhöjden är 111 meter över havet och ytan är 33,64 kvadratkilometer. Räknas de 156 avrinningsområdena uppströms in blir den ackumulerade arean 1 567,89 kvadratkilometer. Avrinningsområdets utflöde Rickleån mynnar i havet. Avrinningsområdet består mestadels av skog (62 procent) och jordbruk (17 procent). Avrinningsområdet har 0,42 kvadratkilometer vattenytor vilket ger det en sjöprocent på 1,2 procent.